# Mauricio Ortega Girón
Mauricio Alexander Ortega Girón (Apartadó, 4 de agosto de 1994)  es un lanzador de disco colombiano. Su mejor marca personal de 70,29 m para el evento es el récord nacional . También ostenta el récord sudamericano.
Fue medallista de oro en los Juegos Suramericanos 2014 y medallista de bronce en el Campeonato Sudamericano de Atletismo 2013 . Fue bicampeón del Campeonato Sudamericano Sub-20 .

## Carrera
Compitió en el Campeonato Mundial Juvenil de Atletismo de 2011 y quedó cuarto. Encabezó el podio en el Campeonato Sudamericano Juvenil de Atletismo de 2011 con una marca de récord nacional juvenil de 58,48 m (191 pies 10⁄in); fue el participante más joven en el evento. En el Campeonato Mundial Juvenil de Atletismo de 2012 mejoró su récord a 59,84 m (196 pies 3+3⁄4 pulgadas) en la clasificación, pero tuvo un desempeño peor en la final y terminó noveno. Comenzó a lanzar con disco de peso senior ese año y fue el ganador del Campeonato Sudamericano Sub-23 de Atletismo de 2012. Ganó en los Juegos Nacionales de Colombia con una marca personal de 55,00 m (180 pies 5+1⁄4 pulgadas).
Ortega se estableció en el nivel senior en 2013. Ganó su primer título colombiano senior en junio y se llevó la medalla de bronce en el Campeonato Sudamericano de Atletismo de 2013 con una mejor marca personal de 57,76 m (189 pies 6 pulgadas). El Campeonato Panamericano de Atletismo Juvenil de 2013 se celebró en Medellín y quedó segundo detrás de Hayden Reed con una mejor marca personal juvenil de 61,77 m (202 pies 7+3⁄4 pulgadas). Mejoró aún más hasta alcanzar un récord juvenil sudamericano y un récord de campeonato de 62,78 m (205 pies 11⁄pulgadas) para ganar el oro en el Campeonato Sudamericano Juvenil de Atletismo de 2013, que también se celebró en Colombia. Un récord absoluto de Colombia llegó en los Juegos Bolivarianos de 2013, donde su lanzamiento de 59,67 m (195 pies 9 pulgadas) le valió la medalla de oro en un récord de juegos.